# Diego Vergara Correa

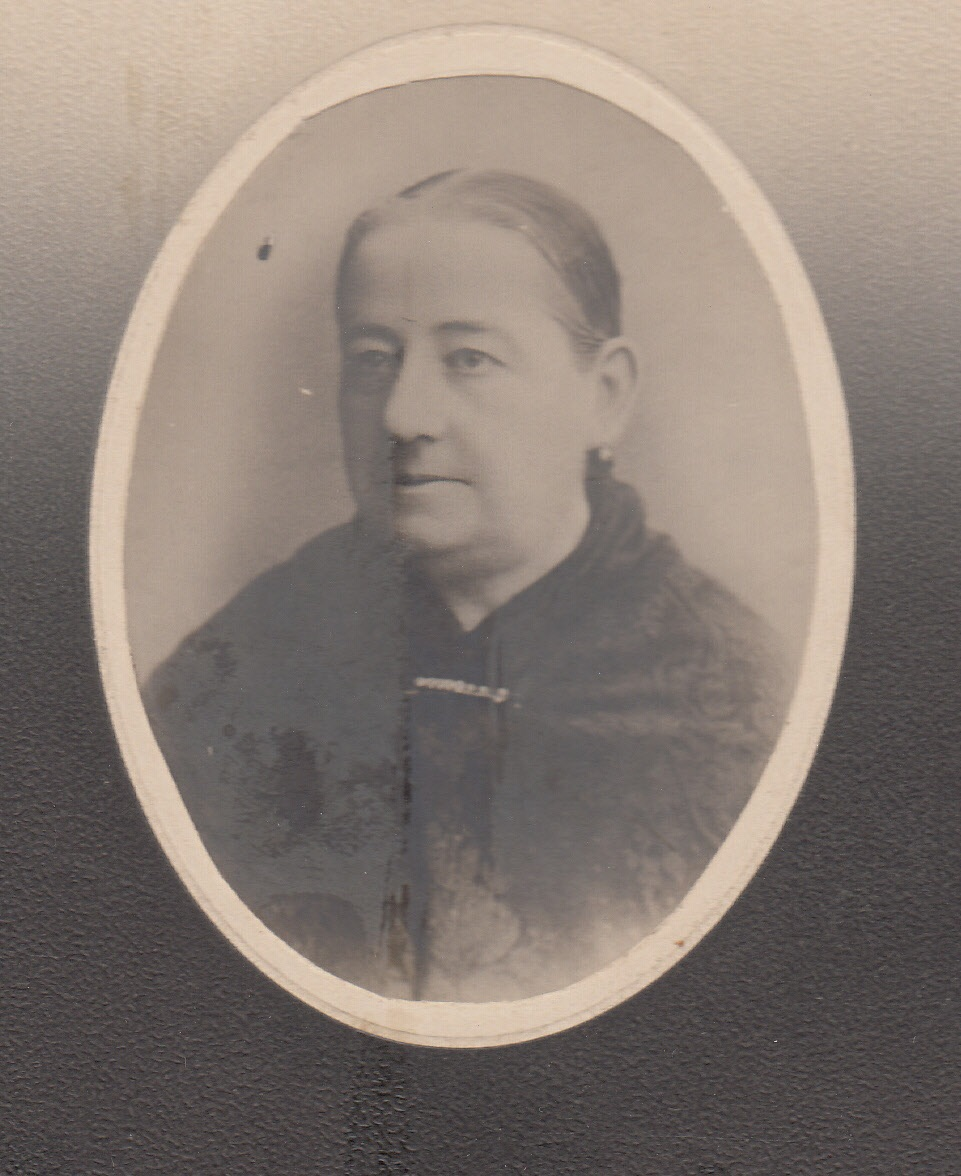
Su suegra Natalia Vargas Rencoret de Astaburuaga (1823-1900).

Diego Segundo de las Mercedes Vergara Correa (Talca, 31 de diciembre de 1839-Santiago, 4 de noviembre de 1891) fue un diputado y hacendado chileno.

## Primeros años de vida
Fue hijo de Diego Vergara Albano y de Jesús Correa Albano, y hermano del parlamentario José Bonifacio Vergara Correa. Realizó sus estudios en la Universidad de Chile, donde se tituló como ingeniero geógrafo el 22 de abril de 1863. Se dedicó a su profesión y a las actividades agrícolas propias, principalmente en la hacienda de su propiedad «Las lomas de Talca».

### Matrimonio e hijos
Se casó en Talca el 20 de octubre de 1872 con Concepción Astaburuaga Vargas, hija de Felipe Santiago Astaburuaga Cienfuegos y de Natalia Vargas Rencoret, con quien tuvo nueve hijos: Laura, María Ester, Diego, Felipe Eugenio, Concepción, Ludmila, Enrique, Felipe y José Luis.

## Vida política
Entre 1861 y 1864, fue diputado propietario por el Departamento de Linares. Ocupó el cargo de segundo alcalde de Talca entre 1868 y 1873 y el de primer secretario de Talca desde 1879 hasta 1882.
Durante la Guerra civil, participó en las batallas de Concón y Placilla como inspector de delegaciones de la Intendencia del Ejército balmacedista.
Fue elegido diputado por Talca, Curepto y Lontué para el periodo 1891-1894; sin embargo, murió antes de incorporarse a la Cámara de diputados, siendo reemplazado por Pedro Donoso Vergara.